# 着氷性の霧

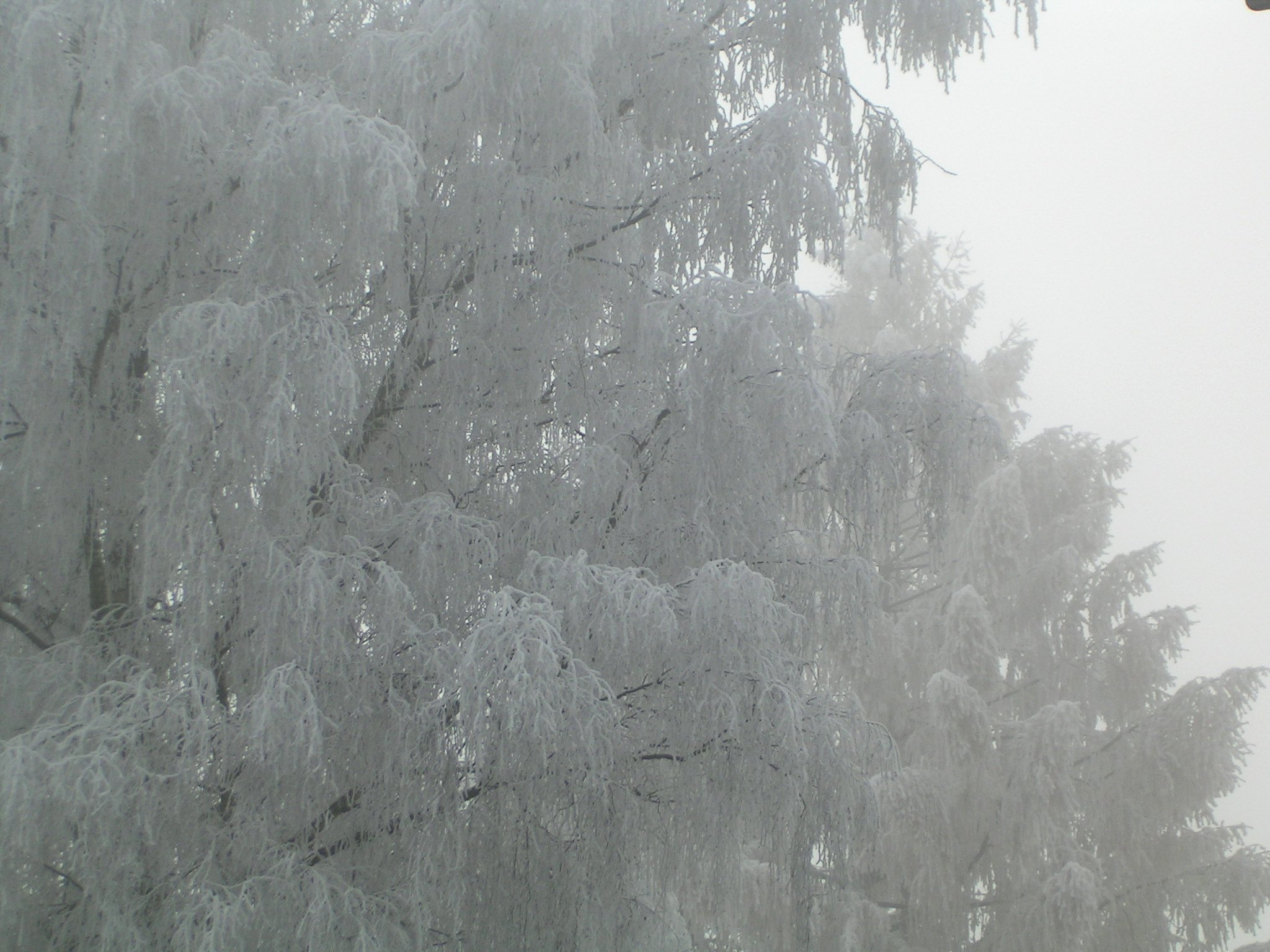
着氷性の霧と霧氷

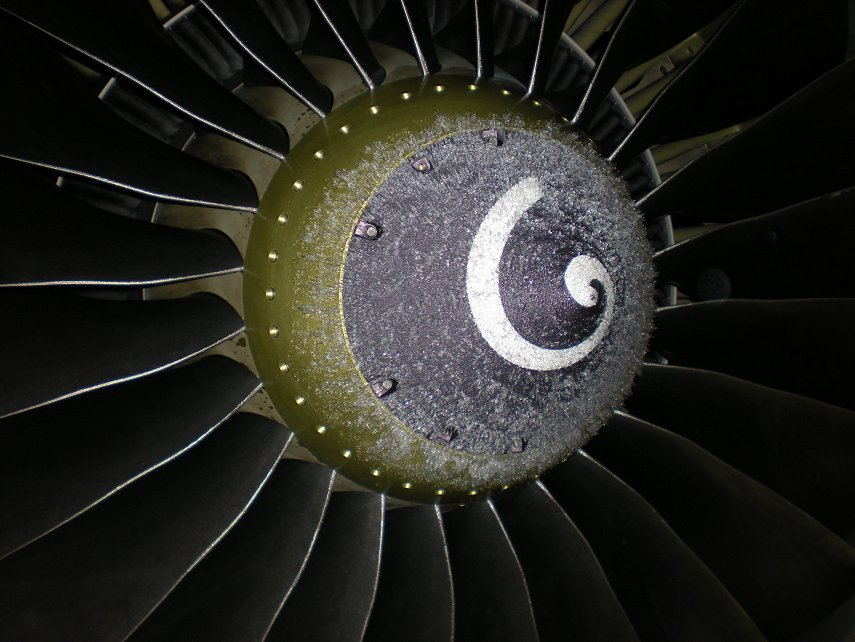
着氷性の霧の中を飛行して氷が付着したジェットエンジン CFM-56の前部

着氷性の霧（ちゃくひょうせいのきり、freezing fog）とは、地表近くの空気中に微小な過冷却の水滴が浮遊する気象現象のこと。霧の一種。着氷性霧、過冷却の霧、過冷却霧などとも言う。
気温 0℃以下において生じ、物体の表面に付着して凍結し氷になる。
なお、気温-10 ℃以下になると霧の中に氷晶が含まれるようになり、細氷のように大気光学現象を生じうる。
過冷却の霧が形成する付着氷は、主に樹氷や粗氷をつくる。
水滴が非常に小さい場合、樹氷(soft rime)となる。粒状の氷が柱状・針状・層状に積もる。霜にも似ており、やわらかく崩れやすい。白色不透明。
水滴がやや小さい場合、粗氷(hard rime)となる。樹氷より大きな粒状の氷が層状に積もったもの。樹氷よりも頑丈だが、それでも手で崩せる程度である。白色で、近づいて見ると半透明・透明である。
航空機への着氷の原因のひとつ。航空気象では気温0 ℃以下における霧をすべて着氷性の霧 (FZFG, FZ=着氷性, FG=霧)として報告する。